# Глухоозёрское шоссе
Глухоозёрское шоссе́ — шоссе в Невском районе Санкт-Петербурга. Проходит от набережной Обводного канала за Смоляную улицу. На север продолжается Кременчугской улицей. Сквозной проезд на участке от стыка Фаянсовой улицы и улицы Седова до Смоляной улицы отсутствует.

## История
Современное название шоссе получило в 1933 году. До этого с начала XX века участок от Обводного канала до Мельничной улицы назывался Глухоозёрской дорогой. В конце XIX века называлось дорогой на Глухоозёрскую ферму.
За время существования шоссе многократно меняло направление. В современных границах существует с 1970-х годов.
Название шоссе связано с бывшим Глухим озером, находившимся на территории загородной усадьбы князя Потёмкина Озерки (XVIII век) на левом берегу Невы, южнее Александро-Невского монастыря. Озеро было засыпано в конце XIX века.

## Пересечения
С севера на юг (по увеличению нумерации зданий) Глухоозёрское шоссе пересекают следующие улицы:
- набережная Обводного канала — примыкание с переходом Глухоозёрского шоссе в Кременчугскую улицу по Атаманскому мосту;
- Мельничная улица — примыкание;
- продолжение Нефтяной дороги — примыкание;
- улица Профессора Качалова — примыкание;
- линия Соединительной железной дороги — пересечение по путепроводу;
- Фаянсовая улица и улица Седова — примыкание;
- Смоляная улица — примыкание.

## Транспорт
Ближайшие к Глухоозёрскому шоссе станции метро — «Площадь Александра Невского-2» 4-й (Правобережной) линии (около 1,1 км по прямой от начала шоссе), «Площадь Александра Невского-1» 3-й (Невско-Василеостровской) линии (около 1,2 км по прямой от начала шоссе), «Волковская» 5-й (Фрунзенско-Приморской) линии (около 1,7 км по прямой от конца шоссе) и «Елизаровская» 3-й линии (около 2,1 км по прямой от конца шоссе).
Движение наземного общественного транспорта по шоссе отсутствует.
Ближайшие к Глухоозёрскому шоссе железнодорожные платформы — Навалочная (около 350 м по прямой от примыкания Мельничной улицы) и Пост 5 км (около 900 м по прямой от конца шоссе).
На расстоянии около 400 м от шоссе по улице Профессора Качалова находится грузовая железнодорожная станция Глухоозёрская.

## Общественно значимые объекты
- бизнес-центр «Обводный, 24» (у примыкания к набережной Обводного канала) — набережная Обводного канала, дом 24, литера А;
- завод «Молодой ударник» (между Мельничной улицей и улицей Профессора Качалова)[уточнить] — дом 12[уточнить].